# Cheiloceps musca
Cheiloceps musca är en insektsart som beskrevs av Philip Reese Uhler 1895. Cheiloceps musca ingår i släktet Cheiloceps och familjen sköldstritar. Inga underarter finns listade i Catalogue of Life.